# ويليام فان هورن
ويليام فان هورن (بالإنجليزية: William Van Horn) (و. 1939  م) هو رسّام  قصص مصورة أمريكي، ولد في أوكلاند، كاليفورنيا.
يُعدّ من أبرز المساهمين في قصص بطّ ديزني المصورة، خاصةً تلك التي تدور في عالم بطوط (Donald Duck) وسكرووج ماكداك (دهب (ديزني)).
بدأ ويليام مسيرته المهنية في مجال الرسوم الهزلية في ثمانينيات القرن العشرين، واشتهر بعمله مع دار النشر Gladstone Publishing ثم لاحقًا مع Disney Comics وEgmont. يُعرف بأسلوبه الفكاهي المميز، وقدرته على تقديم مغامرات طريفة وشخصيات مبتكرة داخل عالم بطّ ديزني.
من بين إسهاماته المميزة، ابتكر شخصية رينفرو (Rumpus McFowl)، وهي شخصية خيالية تُقدَّم كقريب لسكرووج ماكداك، وشارك في كتابة العديد من القصص المصورة التي تم نشرها في أوروبا والولايات المتحدة.
يُذكر أن ويليام فان هورن هو والد الرسّام نوي فان هورن (Noel Van Horn)، الذي سار على خطاه في مجال فن القصص المصورة، خصوصًا في أعمال ديزني.